# Lista de Membros Correspondentes da Academia Brasileira de Ciências Empossados em 1994
Esta lista contém os nomes dos membros correspondentes da Academia Brasileira de Ciências empossados em 1994. 
| Imagem | Nome               | Datas de nascimento e falecimento | Local de nascimento | Área de especialização | Alma mater | Data de posse       | Conhecido por | Referências |
| ------ | ------------------ | --------------------------------- | ------------------- | ---------------------- | ---------- | ------------------- | ------------- | ----------- |
|        | André Boischot     | 05 de dezembro de 1925            |                     | Ciências Físicas       |            | 08 de abril de 1994 |               | [ 2 ]       |
|        | John Graham Maisey | 28 de junho de 1949               |                     | Ciências Biológicas    |            | 08 de abril de 1994 |               | [ 3 ]       |